# Первомайское (поселение, Москва)
Поселе́ние Первома́йское — бывшее поселение (муниципальное образование и административная единица) в составе Троицкого административного округа города Москвы. Упразднено 8 мая 2024 года в процессе административно-территориальной реформы ТиНАО. Правопреемником поселения Первомайское являются органы местного самоуправления и управа Филимонковского района.
Образовано в ходе муниципальной реформы в 2005 году, включило 28 населённых пунктов позже упразднённого Первомайского сельского округа. Согласно проекту расширения территории Москвы, с 1 июля 2012 года включено в состав города. 
Административный центр и крупнейший населённый пункт — посёлок Птичное.
Глава администрации Мельник Михаил Романович, глава поселения и председатель Совета депутатов Галкин Сергей Алексеевич.
По принятому в 2024 году закону города поселение преобразуется, части его территории отходят муниципальным округам Краснопахорский и Филимонковский, городскому округу Троицк .

## Население
| 2010    | 2012    | 2013    | 2014  | 2015  | 2016  | 2017  | 2018  | 2019  | 2020  |
| ------- | ------- | ------- | ----- | ----- | ----- | ----- | ----- | ----- | ----- |
| 7237    | ↗7537   | ↗7924   | ↗7962 | ↗8048 | ↗8154 | ↗8197 | ↗8378 | ↗8481 | ↗9215 |
| 2021    | 2023    | 2024    |       |       |       |       |       |       |       |
| ↗20 336 | ↗24 782 | ↗27 069 |       |       |       |       |       |       |       |

### Национальный состав
По итогам переписи населения 2020 года проживали следующие национальности (национальности менее 0,1 % и другое, см. в сноске к строке «Другие»):
| Национальность | Численность, чел. | Доля     |
| -------------- | ----------------- | -------- |
| Русские        | 12 361            | 60,78 %  |
| Армяне         | 135               | 0,66 %   |
| Татары         | 98                | 0,48 %   |
| Украинцы       | 60                | 0,30 %   |
| Белорусы       | 34                | 0,17 %   |
| Узбеки         | 27                | 0,13 %   |
| Азербайджанцы  | 22                | 0,11 %   |
| Другие         | 7599              | 37,37 %  |
| Итого          | 20 336            | 100,00 % |

## Состав поселения
| №  | Населённый пункт | Тип населённого пункта          | Население |
| -- | ---------------- | ------------------------------- | --------- |
| 1  | Бараново         | деревня                         | ↗42       |
| 2  | Ботаково         | деревня                         | ↗49       |
| 3  | Верховье         | деревня                         | ↘18       |
| 4  | Горчаково        | деревня                         | ↗32       |
| 5  | Губцево          | деревня                         | ↗15       |
| 6  | Елизарово        | деревня                         | ↗48       |
| 7  | Жуковка          | деревня                         | ↗204      |
| 8  | Ивановское       | деревня                         | ↗73       |
| 9  | Ильичёвка        | хутор                           | ↗495      |
| 10 | Каменка          | деревня                         | →0        |
| 11 | Клоково          | деревня                         | ↘5        |
| 12 | Конюшково        | деревня                         | ↗6        |
| 13 | Кривошеино       | деревня                         | ↗13       |
| 14 | Кукшево          | деревня                         | ↘0        |
| 15 | Марфино          | деревня                         | →1        |
| 16 | Милюково         | деревня                         | ↗15       |
| 17 | Настасьино       | деревня                         | ↗70       |
| 18 | Первомайское     | посёлок                         | ↘1292     |
| 19 | Поповка          | деревня                         | ↘97       |
| 20 | Птичное          | посёлок, административный центр | ↘4262     |
| 21 | Пучково          | деревня                         | ↗353      |
| 22 | Пятовское        | деревня                         | ↘0        |
| 23 | Рогозинино       | деревня                         | ↘24       |
| 24 | Рожново          | деревня                         | ↘0        |
| 25 | Уварово          | деревня                         | ↗20       |
| 26 | Фоминское        | деревня                         | ↗20       |
| 27 | Хатминки         | деревня                         | ↗10       |
| 28 | Ширяево          | деревня                         | ↗73       |

Также в состав поселения входят различные СНТ, ДПК, СПК.
В приложении № 1 к постановлению Правительства Москвы № 353-ПП от 25.07.2012 «Об утверждении перечней населённых пунктов и улиц Троицкого и Новомосковского административных округов города Москвы, используемых для адресации зданий и сооружений», не упоминается деревня Бараново, но упомянуты хутор Малинки и посёлок Ремзавод, который, однако, отсутствуют в ОКАТО и законах Московской области, помимо хутора Ильичёвка, упомянут посёлок хутор Ильичёвка.

## История

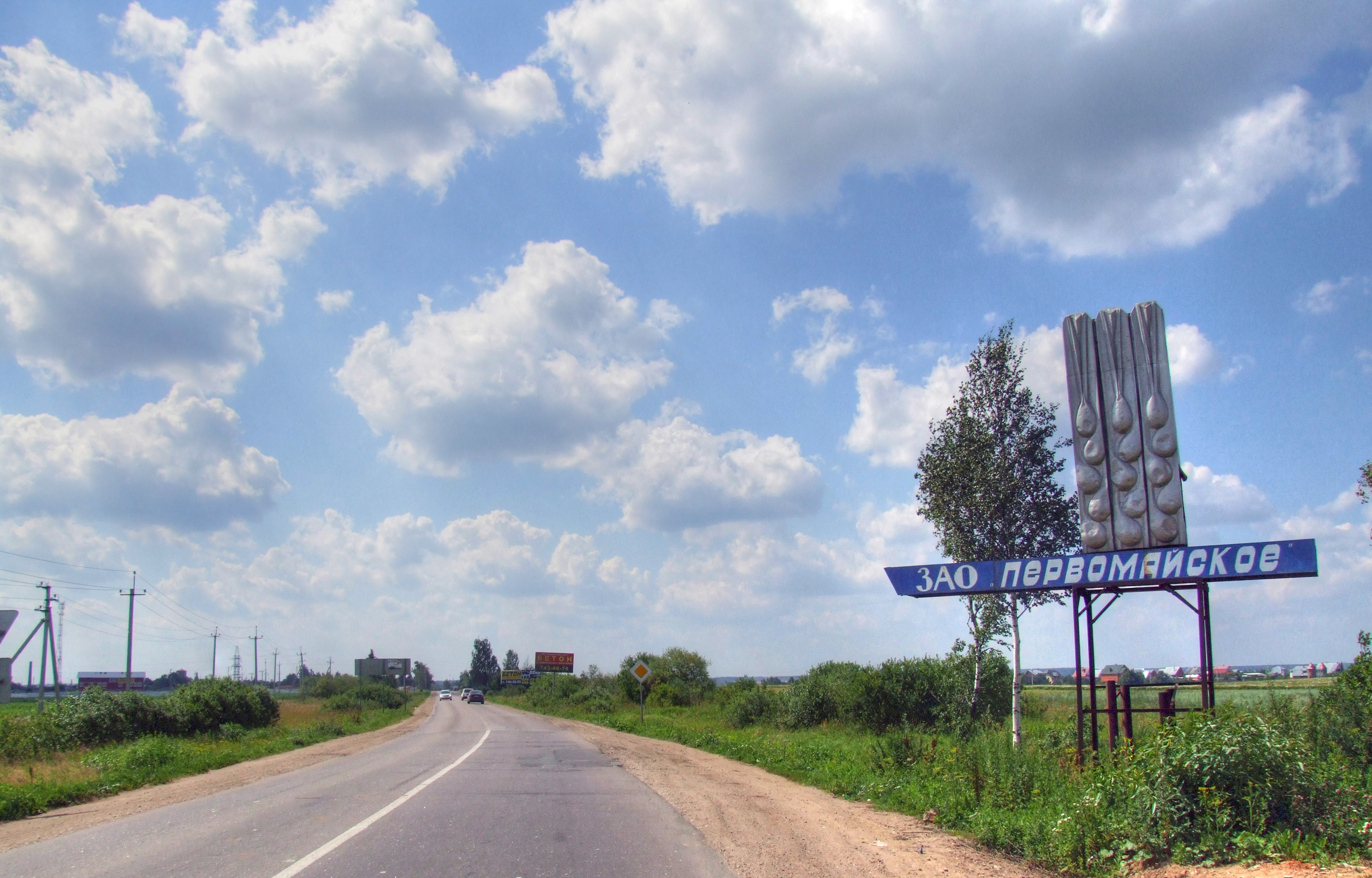
ЗАО Первомайское

Первомайский сельсовет был образован в 1929 году в составе Красно-Пахорского района (1946—1957 гг. — Калининский район) вновь образованной Московской области путём объединения Ивановского и Милюковского сельсоветов бывшей Десенской волости Подольского уезда Московской губернии.
Постановлением Московского областного исполнительного комитета от 17 июля 1939 года № 1559 и утверждающим его указом Президиума Верховного совета РСФСР от 17 августа 1939 года Первомайскому сельсовету были переданы селения Рогозенское, Кривошеино и Плещеево упразднённого Рогозенского сельсовета, а также произведён обмен с Уваровским сельсоветом, в состав которого были переданы селения Бараново-Архангельское и Милюково, а из Уваровского в Первомайский перешли населённые пункты Верховье и Горчаково.
В июне 1954 года сельсовету были переданы территории упразднённых Уваровского и Ширяевского сельсоветов.
В апреле 1955 года планировалось расширение территории рабочего посёлка Троицкий, в состав которого были первоначально включены территории посёлков дома отдыха «Красная Пахра», ДСК «Советский писатель», детского городка Управления делами Совета министров РСФСР, посёлка Комитета по строительству Совета министров РСФСР и пионерского лагеря спецсвязи Первомайского сельсовета, однако в итоге все они были переданы лишь в его административное подчинение.

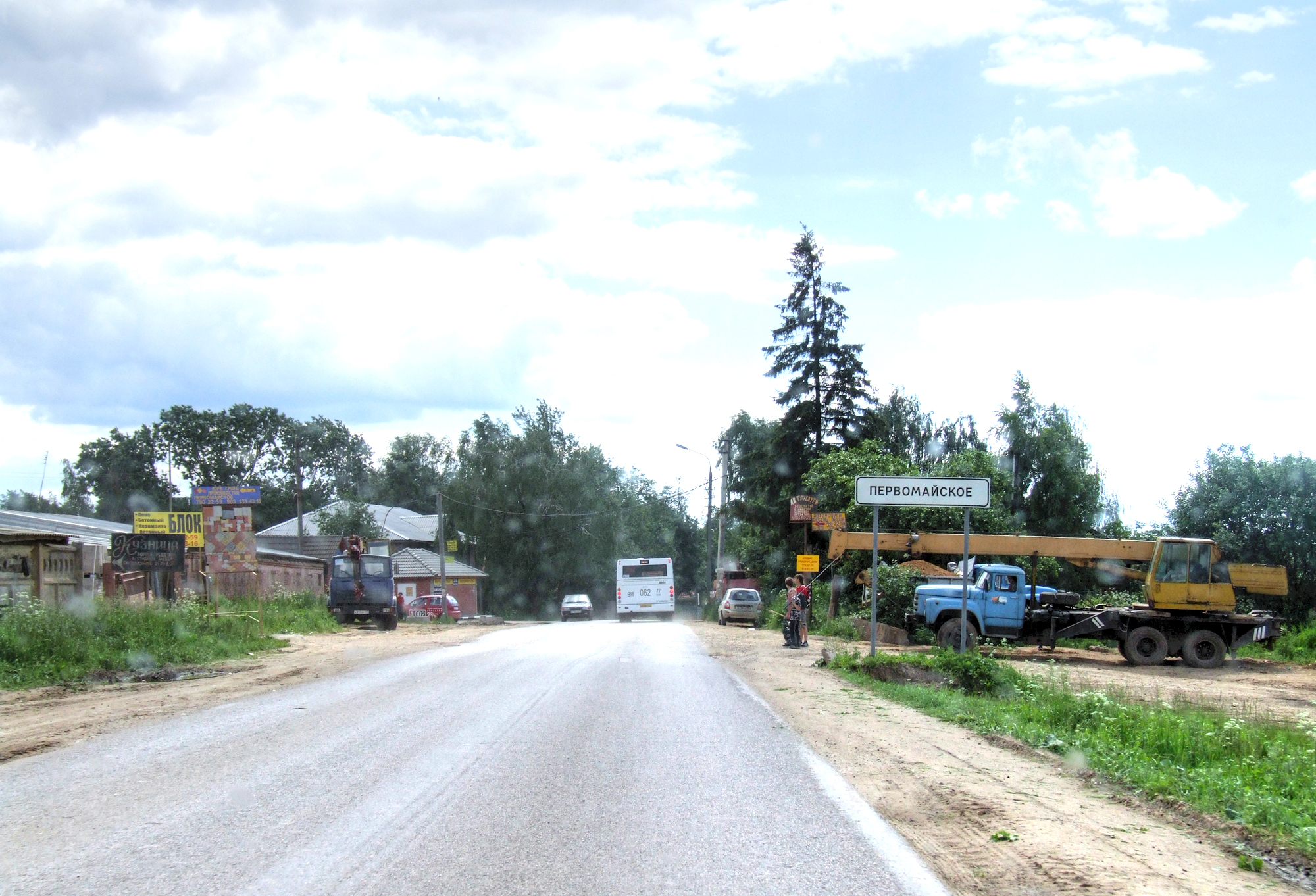
На подъезде к посёлку Первомайское

7 декабря 1957 года в связи с упразднением Калининского района Первомайский сельсовет вошёл в состав Ленинского района Московской области.
В результате проведённых в августе 1960 года преобразований Ленинский район был упразднён, а Первомайский сельсовет вошёл в состав Наро-Фоминского района Московской области, при этом ему были переданы населённые пункты Филимонковского сельсовета — Бурцево, Голенищево, Кнутово, Кончеево, Марьино, Середнево, Староселье и Харьино.
В 1963 году Наро-Фоминский район был упразднён и до начала 1965 года Первомайский сельсовет находился в составе Звенигородского укрупнённого сельского района, после чего был передан восстановленному Наро-Фоминскому району, а из его состава в Филимонковский сельсовет Ленинского района возвращены селения Бурцево, Голенищево, Кнутово, Кончеево, Марьино, Середнево, Староселье, Харьино, а также передана деревня Берёзки.
Постановлением от 3 февраля 1994 года № 7/6 Московская областная дума утвердила положение о местном самоуправлении в Московской области, согласно которому сельсоветы как административно-территориальные единицы были преобразованы в сельские округа.
В июле 2004 года, согласно Постановлению Губернатора Московской области от 22.07.2004 № 145-ПГ, посёлок Ремзавод Первомайского сельского округа был объединён с посёлком Птичное.
В рамках реформы местного самоуправления и в соответствии с Законом Московской области от 28 февраля 2005 года № 72/2005-ОЗ «О статусе и границах Наро-Фоминского муниципального района и вновь образованных в его составе муниципальных образований» на территории Наро-Фоминского района было образовано сельское поселение Первомайское, в состав которого вошли 28 населённых пунктов позже упразднённого Первомайского сельского округа.
С 1 июля 2012 года сельское поселение Первомайское вошло в состав Троицкого административного округа Новой Москвы, при этом из его названия было исключено слово «сельское».

## Транспорт

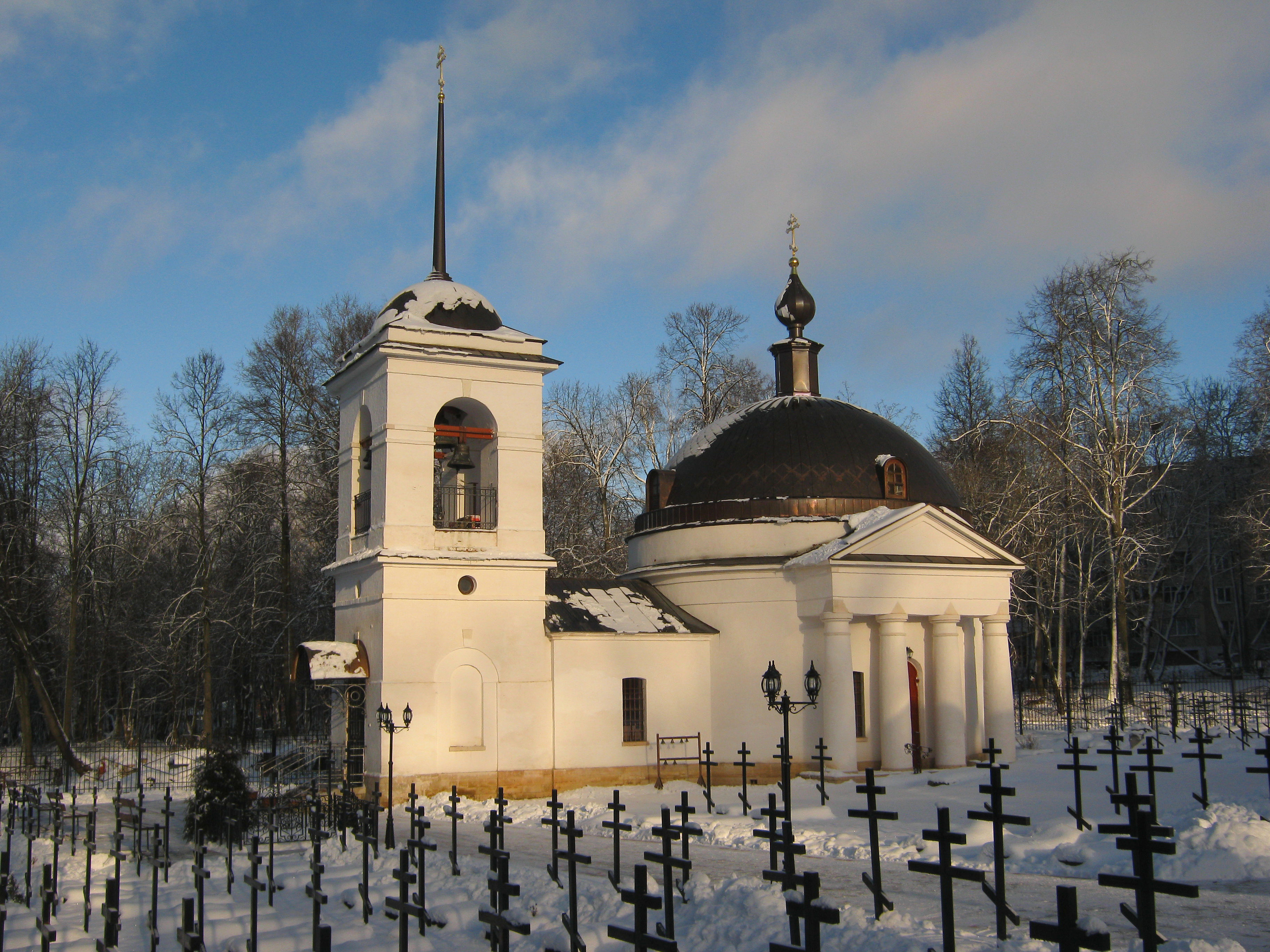
Церковь Сошествия Святого Духа

Основная магистраль для автотранспорта — Киевское шоссе М3.
Добраться от метро «Саларьево» можно на автобусе 304к (с 2017 года) или маршрутном такси № 304, которые проезжают через остановки «Птичное» и «Первомайское» до конечной остановки, расположенной в городе Троицке (Микрорайон «В»). Также от метро «Тёплый Стан» можно доехать на автобусе № 526 (конечная — аэропорт Внуково) и маршрутке № 522 (конечная — посёлок Первомайское). Или от метро «Тёплый Стан» маршрутами № 433 (конечная — Микрорайон «В») и № 398 (конечная — Торговый центр) до Троицка с пересадкой на попутные транспортные средства.
Автобусное сообщение с Апрелевкой — автобус № 1031, с Подольском — автобус № 1024 (станция отправления — Троицк (Микрорайон «В»)).

## Парки и общественные пространства

### Парк усадьбы «Старо-Никольское»
Парк усадьбы Старо-Никольское расположен между улицей Рабочая и улицей Парковая и занимает площадь в 3 гектара. Парк благоустроен в 2016 году в рамках совместного проекта России и Китая по реставрации главного дома усадьбы Старо-Никольское. На территории есть спортивная площадка, детская игровая площадка, прогулочная зона. В главном здании открыт музей компартии Китая.

### Зона отдыха «Заречное»
Работы по созданию новой зоны отдыха начались в 2019 году по программе «Мой район». Площадь территории — 7,5 гектаров.

## Достопримечательности
Главная достопримечательность — Церковь Сошествия Святого Духа, расположенная на территории бывшей усадьбы Старо-Никольское, принадлежавшей Мусиным-Пушкиным.
В 2016 году был полностью отреставрирован дом Мусина-Пушкина и превращён в музей VI съезда коммунистической партии Китая. Постоянная выставка рассказывает историю съезда, который стал единственным съездом КПК за пределами Китая.
На территории поселения находится усадьба Василия Петровича Берга, построенная в 1904 году по проекту архитектора Владимира Дмитриевича Адамовича. По состоянию на 2006 год основные постройки усадьбы фактически утрачены.